# Тяжёлые крейсера типа «Де Мойн»
Тяжёлые крейсера типа «Де Мойн» — тип тяжёлых крейсеров флота США времён Второй мировой войны. Всего было заказано 12 единиц, до конца войны успели заложить 4, в итоге построено 3 единицы: «Де Мойн» (CA-134 Des Moines), «Салем» (CA-139 Salem), «Ньюпорт Ньюс» (CA-140 Newport News). «Даллас» (CA-148 Dallas) не был достроен.
Представляли собой значительно усовершенствованный вариант крейсеров типа «Орегон».
Отличительной особенностью этих крейсеров были артиллерийские установки главного калибра с полностью автоматическим, раздельно-гильзовым заряжанием.

## История создания
В ходе Второй Мировой Войны, в США и Великобритании уделяли значительное внимание повышению эффективности артиллерийского вооружения крупных кораблей за счёт увеличения их скорострельности, и соответственно — огневой производительности. Этого можно было достичь, заменив ручные процессы в заряжании орудий автоматическими, полностью механизированными.
Практическая реализация идеи автоматически перезаряжаемого тяжёлого орудия столкнулась со множеством технических сложностей; требовалось автоматизировать с приемлемой степенью надёжности значительное количество операций по выбору снаряда, подаче его из погребов в башню, размещению снаряда и заряда на подающем лотке, открытии и закрытии затвора, извлечению отстреленной гильзы. Кроме того, во время военных действий большее внимание уделялось модернизации уже существующих вооружений, чем созданию концептуально новых орудий с неясными результатами. В результате, разработка 203-мм и 152-мм автоматических тяжёлых орудий, начатая американцами ещё до войны, затянулась.
В 1943 году, инженеры завершили проектирование нового 203-мм 55-калиберного орудия с автоматическим заряжанием, втрое более скорострельного чем прежние. Орудие успешно прошло испытания; в связи с этим, конгресс США одобрил проектирование нового поколения тяжёлых крейсеров, вооружённых подобными орудиями. По мнению адмиралов, тяжёлые крейсера, вооружённые новыми скорострельными пушками, не превышали бы по размерам и водоизмещению уже существующие — но их высокая огневая производительность давала бы им решающее преимущество в сражении с любым японским тяжёлым крейсером. Вплоть до 1944 года, Япония всё ещё сохраняла значительный флот своих тяжёлых крейсеров, и американцы желали создать корабли, способные заведомо превосходить японские по огневой мощи, при этом не более крупные чем обычные тяжёлые крейсера. Рабочий проект под названием «CA 139—142, 134 — 8»/55 Rapid Fire Cruisers" был утверждён Бюро Кораблестроения в январе 1944.

## Конструкция
Крейсера типа «Де Мойн» были разработаны на базе предшествующих американских тяжёлых крейсеров типа «Балтимор» и «Орегон Сити»; они имели аналогичную конструкцию корпуса, но были длиннее на 10 метров, шире и имели чуть меньшую осадку. Их стандартное водоизмещение достигало 17 225 тонн и при полной загрузке составляло примерно 20 900 тонн.
За счёт увеличения длины, крейсера типа «Де Мойн» имели более вытянутые обводы корпуса в носовой части, по сравнению с предшественниками. Их полная длина составляла 218 метров, ширина — 23 метра, и осадка — 7,9 метров. Они были самыми крупными крейсерами с 203-мм артиллерией, спроектированными в период Второй Мировой.
Архитектура их корпуса во многом напоминала архитектуру предшествующих крейсеров типа «Орегон Сити», с единственной дымовой трубой и сгруппированными вокруг неё пирамидальными надстройками. Единственным отличием было то, что надстройки крейсеров типа «Де Мойн» были несколько ниже и чтобы расположить артиллерийские дальномеры на той же высоте, что и у прежних типов, они были смонтированы на высоких конических башнях. Крейсера были оснащены двумя трубчатыми мачтами, предназначавшимися для размещения радарных антенн.

### Вооружение

#### Главный калибр
Принципиальным новшеством в конструкции крейсеров типа «Де Мойн» была их артиллерия главного калибра. Крейсера несли по три трёхорудийные артиллерийские установки 8"/55RF Mark-16, оснащённые полностью механизированным заряжанием. Снаряд и гильзовый заряд подавались раздельно двумя элеваторами по бокам от каждого орудия; маятниковый механизм последовательно подавал на лоток сначала снаряд, потом заряд, загоняемые в ствол гидравлическим прибойником (который также обеспечивал после выстрела извлечение отстреленной гильзы). Теоретический темп стрельбы составлял 10 выстрелов в минуту на орудие. Интересно, что несмотря на высокую сложность и требовательность, установки Mark-16 были очень надёжны и на учебных стрельбах регулярно демонстрировали максимальную скорость ведения огня.
Орудия этого типа имели калибр 203 миллиметра и длину ствола 55 калибров (11,405 метра); каждое орудие весило 17,14 тонн. Они стреляли «сверхтяжёлым» 152-килограммовым бронебойным снарядом на расстояние до 27 500 метров с начальной скоростью 762 метра в секунду. Предельный угол возвышения составлял 41 градус. Помимо бронебойных, в боекомплекте также имелись фугасные снаряды весом 118 кг, запускаемые с начальной скоростью 837 метров в секунду и несущие заряд в 9,7 килограмм взрывчатки. Боезапас на орудие полагался в 150 бронебойных и фугасных снарядов, то есть на 15 минут интенсивной стрельбы.
На расстоянии в 20 000 метров, бронебойный снаряд этого орудия мог пробить 150 миллиметровой толщины вертикальную броневую плиту. При падении под углом 54,7 градусов (на максимальной дистанции) снаряд мог пробить 102 миллиметровую горизонтальную плиту.
Теоретически, эти орудия могли быть также применены для противовоздушной обороны, хотя их эффективность в подобной роли была под вопросом.

#### Универсальная артиллерия
Универсальное вооружение крейсеров состояло из шести спаренных 127-миллиметровых 38-калиберных установок Mark 32 Mod 0, расположенных ромбически. Одна установка была смонтирована в передней части надстройки, стреляя поверх носовой возвышенной башни главного калибра; на каждом борту располагались по две установки, и ещё одна установка была смонтирована в задней части надстройки, стреляя поверх кормовой системы главного калибра. Таким образом, крейсер мог нацелить восемь 127-миллиметровых орудий на каждый борт, и по шесть прямо вперёд или прямо назад.
Несколько устаревшие к концу войны, установки Mark 32 Mod 0, тем не менее, по-прежнему были эффективным средством противовоздушной обороны корабля. Они представляли собой улучшенную версию стандартной Mark 30, широко применявшейся в течение всей войны. Темп стрельбы в 15-22 снарядов в минуту и применение новых снарядов с радиовзрывателем AAVT 31, позволяли крейсерам типа «Де Мойн» обеспечить себе эффективную дальнюю противовоздушную оборону, поражая самолёты на высоте до 12 километров. Эффективность Mark 32 Mod 0 против неприятельских кораблей была несколько ниже из-за малой начальной скорости снаряда.

#### Зенитная артиллерия
Существенно усилена была противовоздушная оборона новых крейсеров. Опыт действий против японских лётчиков-камикадзе в 1944—1945 годах убедил американский флот в том, что используемые для ближней ПВО 40-миллиметровые орудия «Бофорс» и 20-миллиметровые орудия «Эрликон» недостаточно эффективны против этой угрозы; их снаряды были слишком лёгкими, чтобы единичными попаданиями разрушить самолёт-камикадзе, времени же на продолжительный обстрел при подобном виде атаки не было.
Чтобы решить проблему, ВМФ США в спешке разработал новое 76-миллиметровое 50-калиберное скорострельное орудие Mark 27. Разработанная специально для поражения скоростных воздушных целей, установка выпускала от 45 до 50 снарядов в минуту; её 5,9-килограммовые снаряды, оснащённые радиовзрывателями, могли эффективно остановить пилотов-камикадзе или пикирующие на корабль бомбардировщики. Потолок по воздушному противнику составлял 9700 метров. Орудие не успело к окончанию Второй Мировой Войны, но интенсивно применялось после.
Крейсера типа «Де Мойн» были оснащены двенадцатью спаренными установками Mark 27. Две установки располагались одна за другой в носовой оконечности; ещё по четыре было установлено на пилонах справа и слева от надстройки (стреляя поверх башен 127-мм орудий). Две последние Mark 27 были размещены по бокам от подъёмного крана гидросамолётов в кормовой оконечности. Таким образом, обеспечивались эффективные сектора огня.
Дополнительное противовоздушное вооружение составляли 24 автопушки «Эрликон», расставленные на крыше надстройки и на палубе между орудийными установками.

#### Радиоэлектронное оборудование
Крейсера типа «Де Мойн» несли развитое радиоэлектронное оснащение и оборудование, воплощавшее все новейшие идеи американского флота. На его носовой мачте был установлен двухкоординатный радар обнаружения воздушных целей AN/SPS-12 (модификация SPS-6), способный обнаруживать летящие на большой высоте самолёты на расстоянии до 300 километров. Так как этот радар мог определять только направление на цель и дистанцию до цели, его дополнял установленный на кормовой мачте крейсера трёхкоординатный радар AN/SPS-8, способный определять и высоту цели.
Управление огнём главного калибра осуществлялось с помощью двух оптических директоров Mk54, дополненных установленными поверх них радарами . Mark 25. С их помощью осуществлялось определение направления на цель, расстояния до цели, в том числе при ограниченной видимости. Оба директора главного калибра были установлены на высоких пилонах на крыше носовой и кормовой надстройки.
Универсальная артиллерия наводилась на цель с помощью четырёх директоров Mk37 с радарами Mark 25. Директоры располагались ромбом; один на крыше мостика, два по бокам в центре надстройки, и один на крыше кормовой надстройки. Это была весьма совершенная по меркам времени система управления зенитным огнём, способная поражать любые существующие на тот момент модели винтовых самолётов. Радиус действия радара Mark 25 составлял порядка 50 километров; он мог определить дистанцию до воздушной цели с точностью до 18 метров.
Выдача целеуказания зенитной артиллерии осуществлялась с помощью четырёх директоров Mark 56, оснащённых радарами Mark 35. Системы располагались на высоких пилонах по углам надстройки.

### Авиационное оснащение
По первоначальному проекту, крейсера типа «Де Мойн» должны были получить обычное для американских крейсеров авиационное оснащение в виде двух гидросамолётов для разведки и целеуказания. Как и на предыдущих типах американских тяжёлых крейсеров, ангар располагался под палубой в корме; самолёты должны были запускаться с двух поворотных гидравлических катапульт, и подниматься на борт после приводнения с помощью подъёмного крана.
Однако, в процессе строительства, появилась более эффективная альтернатива традиционной гидроавиации в виде вертолётов. Крейсера типа «Де Мойн» стали первыми, изначально проектировавшимися с расчётом на базирование вертолёта «Сикорский» HO2S вместо обычных гидропланов. В результате, катапульты так никогда и не были на них установлены; предназначенное для них место переделали под вертолётную площадку. Подъёмный кран на корме использовали для подъёма и спуска катеров.

### Бронирование
Броневой пояс тяжёлых крейсеров типа «Де Мойн» тянулся от барбета носовой башни и до барбета кормовой, прикрывая всю цитадель и машинные отделения крейсера. Его максимальная толщина составляла 150 миллиметров; в оконечностях, пояс сужался до 80-100 миллиметров. Сверху цитадель крейсера прикрывала броневая палуба толщиной 75 миллиметров, поверх которой (как на линейных кораблях) устанавливалась «взводящая» палуба толщиной в 25 миллиметров, предназначенная для того, чтобы заставлять сработать взрыватели бронебойных снарядов до того, как они пробьют основную палубу.
Броневые башни крейсера были защищены плитами максимальной толщиной в 200 миллиметров (лобовыми). Бронирование задней стороны башен не превышало 50 миллиметров. Барбеты защищались плитами в 160 миллиметров толщиной. Боевая рубка защищалась 165 миллиметровыми плитами.
Броневая защита крейсера дополнялась очень толстыми (до 20 мм) внутренними переборками, изготовленными из стали STS. Толщина переборок способствовала удержанию осколков от разорвавшихся внутри корпуса снарядов, и помогала локализовать ущерб.
В целом, бронирование крейсеров типа «Де Мойн» было вполне адекватно требованиям времени. Оно предоставляло защиту жизненно важных частей от бронебойных снарядов 203-мм 50-калиберной японской пушки Тип 3 — стоявшей на большинстве японских тяжёлых крейсеров — на дистанциях более 12000 метров.

### Силовая установка
Крейсера приводились в движение четырьмя турбозубчатыми агрегатами производства «Дженерал Электрик», работавшими на четыре винта. Общая мощность силовой установки, питаемой четырьмя котлами, достигала 120 000 лошадиных сил. Большие размеры корпуса новых крейсеров типа «Де Мойн» и их значительная ширина позволили разместить силовую установку очень рационально, установив по одной турбине и одному котлу в каждом из четырёх отдельных отсеков; тем самым достигалась высокая живучесть силовой установки. Скорость на пробе составила 32,5 узла, или на 0,5 узлов меньше, чем у предыдущего типа «Орегон Сити». Дальность плавания экономическим 15-узловым ходом составляла 19 400 километров.

## В серии
«Де Мойн» — заложен 28 мая 1945 г., спущен 27 сентября 1946 г., вошёл в строй 16 ноября 1948 г.
«Салем» — заложен 4 июля 1945 г., спущен 27 марта 1947 г., вошёл в строй 14 мая 1949 г.
«Ньюпорт Ньюс» — заложен 1 октября 1945 г., спущен 6 марта 1948 г., вошёл в строй 29 января 1949 г.
Ещё один крейсер — CA-140 «Dallas» — был заложен 15 октября 1945 года, но в июне 1946 заказ был отменён, и корпус, находившийся в очень низкой степени готовности (менее 28 %), разобран. Согласно первоначальным планам предполагалось заложить ещё восемь крейсеров этого типа под номерами CA-141, CA-142, CA-143, CA-149, CA-150, CA-151, CA-152 и CA-153 — но ни один из них не был даже заложен к моменту отмены программы.

## Служба
Крейсера типа «Де Мойн» стали последними чисто артиллерийскими крейсерами, пополнившими американский флот после Второй Мировой Войны. Первоначально предполагалось построить двенадцать крейсеров этого типа, призванных заменить крейсера военной постройки, но после окончания военных действий программу сократили; в итоге были заложены только четыре крейсера этого типа, из которых достроены лишь три.
Будучи новейшими тяжёлыми кораблями американского флота, крейсера типа «Де Мойн» не приняли участия в войне в Корее; командование американского флота предпочитало использовать для огневой поддержки войск более старые корабли, сохраняя новейшие тяжёлые крейсера на боевом дежурстве в стратегически важном регионе Средиземного Моря. Их основной задачей являлось эскортирование авианосных соединений, в основном в составе 6-го флота. Все три крейсера побывали флагманами 6-го (Средиземноморского) флота в 1950-х, причём «Де Мойн» оставался в этой роли до 1961 года. «Салем» в 1953 году был одним из первых кораблей, поспешивших на помощь пострадавшим от катастрофического землетрясения Ионическим островам.
В конце 1950-х, по мере развития палубной реактивной авиации, управляемых ракет и тактического атомного оружия, американский флот начал воспринимать все артиллерийские крейсера — даже новейшие — как устаревшие морально, не приспособленные к требованиям современного конфликта. В 1959 году, был выведен в резерв «Салем»; первоначально предполагалось списать крейсер в 1958, но произошла задержка из-за ливанского кризиса. В 1961 был разукомплектован и поставлен в резерв «Де Мойн».
Оставшийся на боевом дежурстве «Ньюпорт Ньюс» был модернизирован в январе-феврале 1962, и укомплектован как флагманский корабль 2-го (Атлантического) флота. Крейсер принял участие в поддержании блокады Кубы во время Карибского Кризиса; патрулируя в кубинских водах, крейсер заставил изменить курс несколько советских кораблей, пытавшихся пройти к острову. Дальнейшая карьера корабля — с 1963 по 1967 год — прошла в основном в учениях, не считая участия в кризисных событиях в Доминиканской Республике в 1965.

### Вьетнамская война
К началу Вьетнамской войны, «Ньюпорт Ньюс» был одним из немногих чисто артиллерийских крейсеров, ещё остававшихся на вооружении флота Соединённых Штатов. Начало военных действий выявило значительную потребность в тяжёлых артиллерийских кораблях для огневой поддержки войск; авиация не могла оказывать немедленную поддержку, управляемое ракетное оружие того времени было ещё слишком несовершенным, и американское правительство не хотело применять тактическое ядерное оружие в локальных конфликтах, опасаясь нового роста враждебности в отношениях с СССР. 1 сентября 1967 года, «Ньюпорт Ньюс» передал флаг командира 2-го флота на лёгкий крейсер «Спрингфилд» и направился во Вьетнам.
Первые в своей истории боевые стрельбы крейсер провёл 5 октября 1967 года, обстреливая вьетнамское побережье. Он активно задействовался в рамках операции «Морской Дракон» — операции ВМФ США по пресечению каботажного судоходства у берегов Вьетнама — проведя 156 боевых стрельб, и обстреляв при этом 352 цели. 19 декабря 1967 года, крейсер ввязался в ожесточённую перестрелку одновременно с 28 вьетнамскими береговыми батареями; несмотря на интенсивный обстрел, «Ньюпорт Ньюс» не получил ни единого попадания. По завершении этой операции, «Ньюпорт Ньюс» в мае 1968 вернулся в Норфолк для пополнения запасов и планового ремонта.
Вторая вьетнамская служба крейсера проходила с декабря 1968 по июнь 1969. Во время неё, крейсер в основном занимался обстрелом вьетнамского побережья, оказывая огневую поддержку американским войскам.
Третья вьетнамская служба крейсера состоялась в 1972 году. Летом 1972, «Ньюпорт Ньюс», вместе с ракетными крейсерами «Оклахома Сити» и «Провиденс» принимал участие в бомбардировке порта Хайпонг; это была последняя в истории операция, во время которой несколько крейсеров вели артиллерийский обстрел наземной цели.
1 октября 1972 года, во время боевых стрельб, «Ньюпорт Ньюс» пострадал от взрыва снаряда в стволе центрального орудия возвышенной носовой башни крейсера. Дефектный взрыватель привёл к взрыву снаряда прямо в момент выстрела, из-за чего погибло девятнадцать и пострадало десять моряков. Пострадавшая башня крейсера была полностью выведена из строя; обсуждался вопрос замены её на аналогичную со стоявших в резерве «Салема» или «Де Мойна», но в итоге стоимость работ была сочтена избыточной и весь остаток карьеры «Ньюпорт Ньюс» провёл с бездействующей башней.
В 1973—1974, «Ньюпорт Ньюс» принимал участие в учениях, демонстрациях флага, и заграничных походах. Проведённый в 1975 году анализ состояния корабля выявил интенсивный износ основных компонентов; ремонт крейсера был сочтён неэкономичным и в 1975 году крейсер был разукомплектован и поставлен на отстой.

### Планы модернизации в 1980-х
В 1981 году, Конгресс запросил командование флота о возможности реактивировать два стоявших в резерве тяжёлых крейсера — «Де Мойн» и «Салем» — и модернизировать их по аналогии с линкорами класса «Айова». Предполагалось, что крейсера будут оснащены современным радиоэлектронным оборудованием, и вооружены крылатыми ракетами «Томагавк» и противокорабельными ракетами «Гарпун»; также предполагалось усилить их ПВО путём установки зенитных автопушек «Вулкан-Фаланкс». Модернизированные крейсера должны были, подобно линкорам «Айова», стать лидерами КУГ — корабельных ударных групп, соединений не-авианесущих кораблей, предназначенных для оперирования в замкнутых бассейнах и прямого контакта с неприятелем.
Проведённая флотом инспекция установила, что хотя крейсера находятся в хорошем состоянии, и могут быть модернизированы, подобная программа малоперспективна по следующим причинам:
- Недостаточно места на палубе для установки требуемого количества пусковых установок ракет «Гарпун» и «Томагавк». Было выдвинуто предложение решить эту проблему путём демонтажа кормовой башни главного калибра, однако места всё равно не хватало;
- Броневая защита крейсеров не обеспечивает их живучести против современных противокорабельных ракет;
- Эффективность 203-мм орудий недостаточна по сравнению с 406-мм снарядами линкоров;
- Наконец, стоимость модернизации и обслуживания крейсеров будет почти равна стоимости аналогичных работ для линкоров типа «Айова» — при этом крейсера всё равно будут значительно уступать линкорам по возможностям;

В результате, оба крейсера были оставлены в резерве флота.
В 1993 году, наиболее изношенный «Ньюпорт Ньюс» был исключён из списков и продан на лом. «Де Мойн», после неудачной попытки приобретения его как музея, был разобран на лом в 2005 году. «Салем» был в 1994 приобретён Музеем Американского Кораблестроения, и выставлен в составе экспозиции в городе Куинси (штат Массачусетс) — где он был построен более пятидесяти лет назад. В настоящее время, крейсер является популярным туристическим экспонатом; летом 2015 года планируется направить «Салем» в Бостон для капитального ремонта.

## Оценка проекта
Крейсера типа «Де Мойн» завершили эволюцию тяжёлого крейсера «вашингтонского» или «договорного» типа, вооружённого 203-миллиметровыми орудиями. Они также стали представителями последнего поколения тяжёлых артиллерийских кораблей вообще — представленного крейсерами с автоматической перезарядкой орудий главного калибра.
На момент закладки, крейсера типа «Де Мойн» воплощали в себе лучший мировой опыт, накопленный за годы войны. Их вооружение, бронирование, противовоздушная оборона и радиоэлектронное оснащение далеко превосходили все предшествующие типы тяжёлых крейсеров. Ключевым элементом проекта стали новые скорострельные орудия главного калибра с автоматической перезарядкой; огневая производительность крейсеров типа «Де Мойн» значительно превосходила все предшествующие аналоги. Фактически, в минуту «Де Мойн» выстреливал столько же снарядов главного калибра, сколько три предшествующих тяжёлых крейсера типа «Балтимор» или «Орегон Сити». Один тяжёлый крейсер класса «Де Мойн» — теоретически — мог вести бой с двумя обычными тяжёлыми крейсерами одновременно, имея при этом хорошие шансы на победу.
Фатальным недостатком крейсеров типа «Де Мойн» стало их позднее появление. Спроектированные под занавес Второй Мировой Войны, эти новейшие тяжёлые крейсера были построены лишь в небольшом количестве; американский флот имел более чем достаточно тяжёлых крейсеров предшествующих серий, многие из которых были поставлены в резерв сразу после завершения строительства. К моменту же их достройки, развитие палубной авиации, ядерного и ракетного оружия поставило под вопрос необходимость в тяжёлых артиллерийских кораблях как таковых. В середине 1950-х уже было ясно, что вероятность классических артиллерийских дуэлей в будущей войне на море свелась к минимуму, и основные сражения будут вестись с применением авиации, управляемых ракет и тактического ядерного оружия далеко за пределами досягаемости корабельных пушек.
Как следствие, два из трёх крейсеров были выведены в резерв, прослужив немногим более десяти лет в составе флота. Только «Ньюпорт Ньюс» — изначально вследствие своей роли как флагманского корабля, а затем вследствие потребности в тяжёлых артиллерийских кораблях для поддержки вьетнамских операций — оставался на вооружении до середины 1970-х. Планировавшееся перевооружение в носители управляемого ракетного оружия в начале 1980-х было отменено из-за недостаточных размеров крейсеров и высокой стоимости их эксплуатации. Тем самым, крейсера типа «Де Мойн» завершили историю тяжёлых артиллерийских кораблей во флоте США.